# Zosime bergensis
Zosime bergensis är en kräftdjursart som beskrevs av Drzycimski 1968. Zosime bergensis ingår i släktet Zosime och familjen Tisbidae. Arten har ej påträffats i Sverige. Inga underarter finns listade i Catalogue of Life.